# Pemphredoninae

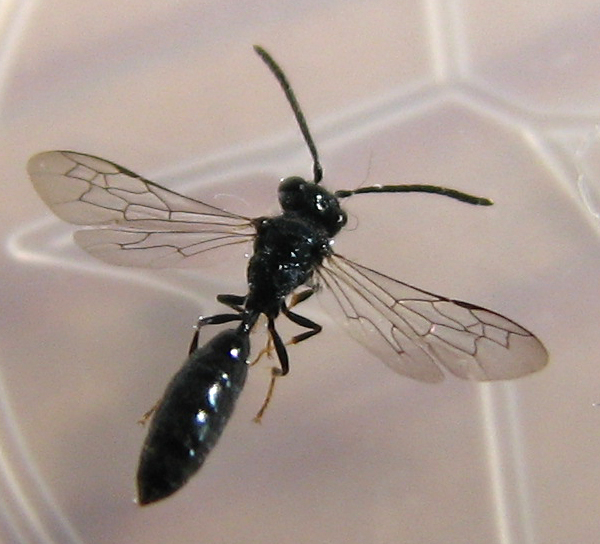
Tribu Psenini

Pemphredoninae es una subfamilia de avispas de la familia Crabronidae. Históricamente, antes se le daba categoría de familia.
Alimentan a sus larvas con pulgones; por eso se las suele llamar avispas de los pulgones. Cada género se especializa en ciertas especies. La hembra adulta cava túneles en materia vegetal, tallos huecos, para hacer sus nidos. La hembra trae las presas paralizadas al nido y deposita sus huevos.

## Subdivisiones
Hay más de 1070 especies en cuarenta géneros. En la mayoría de las clasificaciones esta subfamilia se subdivide en cuatro tribusː Entomosericini, Odontosphecini, Psenini y Pemphredonini; el último es el más numeroso en especies. La principal diferencia entre Psenini y Pemphredonini es que Psenini tiene alas anteriores con tres células submarginales, mientras Pemphredonini nunca tiene más de dos células submarginales. Las clasificaciones más recientes tratan a Psenidae (incluyendo Odontosphecini) como una familia separada, y como hermana de la nueva familia creada, Ammoplanidae, mientras Pemphredonidae (excluyendo a Ammoplanina) es un taxón hermano de Philanthidae.

## Fósiles
Se conocen dos avispas fósiles, Archisphex y Angarosphex, de las arcillas de Weald que posiblemente pertenecen a Pemphredoninae.